# منظومة كورال للحرب الإلكترونية
منظومة كورال للحرب الإلكترونية وتُعرف اختصارًا باسمِ كورال هي منظومة حربٍ إلكترونيّةٍ قابلةٍ للنقل على الأرض. طُوِّرت هذه المنظومة من أجلِ التشويش وخداع الرادارات المُعادية. صُمِّمت وصُنِعت المنظومة من قِبل شركة أسلسان وهي شركة تركية تُنتج أنظمة إلكترونية لصالحِ القوات المسلحة التركية؛ وقد طُوِّر هذا النظام في إطارِ مشروع نظام التشويش القائم على الأرض والذي بدأ في عام 2009.

## المميزات
- وحدة تشغيلٍ واحدةٍ تشملُ أربعة أنظمة دعم إلكترونية؛ ونظام هجوم إلكتروني واحد؛ كل منها مُركَّبٌ على شاحنة 8 × 8.[2]
- تستطيعُ منظومة كورال البحث عن إشارات الرادار التقليديّة والمعقّدة ومن ثمّ اعتراضها وتحليلها بل وتحديد موقعها.
- لدى منظومة كورال للحربِ الإلكترونيّة القدرة على تشويش وخداع بل وتوقيف الرادارات المعادية عن العمل.
- يبلغُ نطاق تشغيل منظومة كورال للحرب الإلكترونية حوالي 200 كم.[3]

## المستخدمون
- تركيا: استلمت القوات الجوية التركية خمس منظوماتٍ من نوعِ كورال للحرب الإلكترونيّة وقد نشرتها على الحدود التركية السورية في عام 2016.[2][4][5]
- المغرب: في يوليو 2021، وقعت السلطات المغربية اتفاقًا لتوريد منظومات كورال بقيمة 50 مليون دولار أمريكي.[6]